# Роево (Кременчугский район)
Роево (укр. Ройове) — село, Каменнопотоковский сельский совет, Кременчугский район, Полтавская область, Украина.
Код КОАТУУ — 5322481702. Население по переписи 2001 года составляло 171 человек.

## Географическое положение
Село Роево находится на правом берегу реки Днепр, выше по течению на расстоянии в 4 км расположено село Чикаловка, ниже по течению на расстоянии в 1 км расположено село Успенка. Рядом проходит автомобильная дорога Н-08.